# Korvin
A Korvin latin eredetű férfinév, a Corvinus név eredete, ami a corvus szóból ered, a jelentése: holló.

## Gyakorisága
Az 1990-es években szórványos név, a 2000-es években nem szerepel a 100 leggyakoribb férfinév között.

## Névnapok
- február 6.[2]